# The Little Red Songbook
| Recensione | Giudizio |
| ---------- | -------- |
| AllMusic   | [ 1 ]    |
| Pitchfork  | [ 2 ]    |

The Little Red Songbook è un album in studio del cantautore scozzese Momus, pubblicato nel 1998. Ne fu indetto un concorso in cui i partecipanti dovevano re-interpretare alcune canzoni, le cui versioni karaoke sono state incluse alla fine del disco. I vincitori vennero poi inclusi come "appendice" del successivo Stars Forever. Il cantante stesso ha definito l'opera la prima della sua fase "barocco analogico", preannunciata dal precedente Ping Pong: «una strana miscela di classicismo e futurismo kitsch».
Nella prima stampa del CD era inclusa anche il brano Walter Carlos, che fu al centro di una controversia legale. Nel 1998 infatti Wendy Carlos, una compositrice transgender il cui nome di battesimo era per l'appunto Walter Carlos, citò in giudizio Momus chiedendogli ventidue milioni di dollari di risarcimento danni. Il caso fu risolto in via extragiudiziale, con il musicista che accettò di rimuoverlo dal CD, pagando trentamila dollari di spese legali.
Altri pezzi con riferimenti a personaggi noti sono MC Escher, il cui titolo è un gioco di parole tra il termine M.C. ("Master of Ceremonies" nel gergo rap) e la firma dell'artista M.C. Escher, e Harry K-Tel, storpiatura del nome dell'attore Harvey Keitel.
Il titolo dell'album è ispirato a quello del libro danese The Little Red Schoolbook.

## Lista delle tracce

### Incluse
1. Old Friend, New Flame - 2:06
2. MC Escher - 3:32
3. Who Is Mr. Jones? - 2:10
4. Harry K-Tel - 2:05
5. Lucretia Borgia - 2:51
6. How To Spot An Invert - 1:42
7. Everyone I Have Ever Slept With - 2:42
8. Born To Be Adored - 4:15
9. Coming In A Girl's Mouth - 1:34
10. What Are You Wearing? - 5:32
11. The New Decameron - 1:43
12. The Symphonies Of Beethoven - 4:13
13. Tragedy And Farce - 2:38
14. Mrs. X, An Ex-Lover - 2:09
15. A White Oriental Flower - 4:48
16. Some Mistranslations - 2:02
17. The Ugly Sister - 1:04
18. Welcome To My Show Trial - 6:03
19. Old Friend, New Flame (Karaoke) - 2:04
20. Tragedy And Farce (Karaoke) - 2:37
21. The New Decameron (Karaoke) - 1:44
22. Coming In A Girl's Mouth (Karaoke) - 1:34
23. Mrs. X, An Ex-Lover (Karaoke) - 2:08
24. Harry K-Tell (Karaoke) - 2:05
25. Who Is Mr. Jones? (Karaoke) - 2:18
26. How To Spot An Invert (Karaoke) - 1:42
27. The Symphonies Of Beethoven (Karaoke) - 4:07

### Esclusa
- Walter Carlos (inizialmente inclusa tra le tracce 11 e 12, con la versione karaoke tra le 25 e 26)